# Ptochophyle anosibe
Ptochophyle anosibe är en fjärilsart som beskrevs av Pierre E.L. Viette 1978. Ptochophyle anosibe ingår i släktet Ptochophyle och familjen mätare. Inga underarter finns listade.